# レベウス・ウッズ
レベウス・ウッズ（Lebbeus Woods、1940年5月31日 - 2012年10月30日）は、アメリカ合衆国の建築家。芸術家。アンビルドアーキテクトとして知られ、「戦争」「兵器」などを連想させるオブジェのドローイングで広く知られる。アーキテクチャと戦争が同一の特定の意味であるという立場を保持し、そのアーキテクチャは、本質的に政治的である。彼の非常にコンセプチュアルな作品の明示的、政治的目標は、共有スペースの過去と未来の間に紛争をインスタンス化したものという。 
ニューヨーク在住。クーパー・ユニオン教授。欧州大学院（EGS, スイス・サースフェー）夏期集中ワークショップでビジョナリー・アーキテクチャ教授。
複数の大学で建築学教授として教鞭を執る傍ら、独自の建築理論を基に多くの実験的プロジェクトに参加。
その傍らで空想画家のような、硬質で幻想的なドローイングを魅せる。
また、映画エイリアン3で、ウッズは「概念的な建築家」としてクレジットされている。
作品はニューヨーク近代美術館などをはじめ、クーパー・ヒューイット国立デザイン博物館、サンフランシスコ近代美術館、カルティエ財団現代美術館、カーネギー博物館、ゲッティ人文応用芸術研究所、ウィーンのオーストリアの博物館など公共美術館にコレクションされている。
1940年　ミシガン州ランシング生まれ。パデュー大学で工学を専攻した後、ケヴィン・ローチ事務所に勤務しながら1964年イリノイ大学建築学大学院修士課程修了。その後エーロ・サーリネンの事務所で建物の設計に従事。1970年　レベウス・ウッズ事務所を設立し主宰。1976年から理論と実験的な排他的プロジェクトを手がけ続ける。1988年、アーキテクチャ自体の概念と認知を推進しながら、実験的な建築思想と実践の発展に献身する非営利団体の実験建築研究所（RIEA）を共同設立。
1994年、クライスラー・デザイン賞を受賞。 
2005年オーストリアのMAK美術館を拠点に実施された「ウィーンの都市構造に対する建築的介入」プロジェクト。これはウィーン市内を舞台に様々な手法でウィーンの現状と展望が示された。
2012年10月30日、死去。72歳没。

## 著書・作品集
- Morphe: MRGD (RIEAeuropa Concepts) 2008
- OneFiveFour 2011
- Pamphlet Architecture 15: War and Architecture .1996
- Lebbeus Woods: Anarchitecture : Architecture Is a Political Act (Architectural Monographs) 1992
- A Dark Traveling Roger Zelazny、1989
- The New City. 1992
- The Sentinel Arthur C. Clarke、1999
- Lebbeus Woods: Experimental Architecture (Lebbeus Woods、Tracy Myers、Karsten Harries.2004
- Temple Island: A Study (Megas) Michael Webb、Michael Sorkin、Lebbeus Woods .1987
- Placing Architecture: Landscape + Art = Architecture Patti O'Neill、2008
- Radical Reconstruction 1997
- Radical Reconstruction 2001
- The Storm and the Fall Anthony Vidler、2004
- Architecture: Architecture is a Political Act (Architectural Monographs) 1992
- Space Out (RIEAeuropa Concepts) Sotirios Kotoulis、2006
- Borderline (Rieaeuropa Book Series) Lebbeus Woods、 Ekkehard Rehfeld,1999
- Earthquake: A Post-Biblical View (Rieaeuropa Concepts Series) 2002
- Histaormina: Workshop 2001 (Rieaeuropa Concept Series) Lebbeus Woods、Guy Lafranchi、 Research Institute for Experimental Architecture .2002